# Dango
Dango (団子, også: だんご) er det japanske ord for knödel, madklumper. Den nok kendeste form for dango er de af mochiko (rismel) og vand fremstillede dampkogte kugler, der ofte serveres sammen med forskelligt tilbehør til grøn te. Ordet dango kan imidlertid også bruges om andre former for kugleformet mad så som kødboller eller lignende.
Dango spises hele året men i forskellige varianter alt efter anledningen eller årstiden. Dango serveres ofte på et træspyd (kushidango). En variant af dango stammer fra Hokkaido og laves af kartoffelmel og efterfølgende overhældt med shoyu (sojasovs) og bagt.
I 1999 oplevede dango et stort opsving efter offentliggørelsen af sangen Dango 3-kyoudai (de 3 dango-brødre). Titlen er et ordspil på musikarten tango. Single-cd'er blev solgt i 2,9 mio. eksemplarer og opnåede dermed en tredieplads blandt bestsellerne i perioden 1968-2006.

## Dango-typer
Der findes mange forskellige slangs dango, hvis navne for det meste er afledte af respektive tilbehør eller smag.
- An: An-dango bliver indhyllet i rød bønnepasta. Yderste sjældent benyttes i stedet for anko også shioran, en sød paste af hvide bønner. An-dango er den mest vellidte slags dango i Japan.
- Botchan-dango (坊っちゃん団子): Specialitet fra byen Matsuyama med tre dango af forskellig farve. En er farvet med anko, en anden med æggegul og den sidste med matcha.
- Goma: Dango med sesamkorn. Den smager såvel sødt som salt.
- Kinako (黄粉): Stegt sojabønnemel.
- Mitarashi-dango (みたらし団子): En sirup af sojasovs, sukker og stivelse. Især børn kan lide denne form for dango.
- Nori: Dango med tørret og krydret nori.